# Jeannie Bell
Jeannie Bell é uma linguista australiana. Ela é pesquisadora indígena de línguas e linguística indígena no Batchelor Institute of Indigenous Terciary Education. Ela fez contribuições substanciais para o desenvolvimento da educação superior aborígine e para a preservação das línguas indígenas australianas.
Jeanie Bell é proveniente dos povos jagera e dulingbara, nasceu em 1949 no sudeste do estado australiano de Queensland e cresceu na cidade de Brisbane. Depois de deixar a escola, ela se mudou para Melbourne, no estado de Victoria, e frequentou a Monash University . Depois de se formar na Monash, ela passou três anos ensinando linguística na escola Yipirnya em Alice Springs, no Território do Norte, treinando intérpretes aborígenes para o Institute of Aboriginal Development e editando dois livros para a Associação de Línguas Aborígenes. Ela também ensinou estudos de língua indígena australiana no North Queensland Institute of TAFE em Cairns. Em 1984 foi nomeada professora de Estudos Aborígenes no Northern Rivers College of Advanced Education na Nova Gales do Sul, e em 1985 tornou-se a primeira coordenadora da Unidade de Estudos Aborígenes e Insulares da Universidade de Queensland. Após essa função, ela voltou para Alice Springs e trabalhou no Institute for Aboriginal Development como assistente de direção interina. Em 1988, Bell foi membra da Força-Tarefa Nacional de Política de Educação para Aborígenes e Insulares e, em 1990, realizou pesquisas para a Royal Commission into Aboriginal Deaths in Custody. Ela também fez parte do Comitê de Pesquisa do Instituto Australiano de Estudos Aborígenes e das Ilhas do Estreito de Torres, e entre 2004 e 2005, trabalhou como linguista e pesquisadora para a Victorian Aboriginal Corporation for Languages, com sede em Melbourne.
Ela possui mestrado em Linguística pela Universidade de Melbourne por seu rascunho de gramática da língua badjala de 2003, uma variedade do idioma gabi-gabi falada na Ilha Fraser (K'gari), na costa sul de Queensland. Desde então, ela tem estado intimamente envolvida no trabalho de revitalização linguística com foco nas línguas badjala e yagara, e atualmente está envolvida em pesquisas sobre parentesco e casamento em comunidades aborígenes como parte de um doutorado na Universidade Nacional Australiana. Suas contribuições para a manutenção e revitalização das línguas indígenas foram reconhecidas, juntamente com as de outros membros fundadores da Associação de Línguas Aborígenes, em um evento de 2012 organizado pelo Governador Geral Quentin Bryce. Em 1993, ela foi uma dos seis indígenas australianas que apresentaram conjuntamente as Boyer Lectures para o Ano Internacional dos Povos Indígenas do Mundo (IYWIP). Embora Bell não seja mais uma linguista praticante, existe uma bolsa em seu nome para estudantes indígenas de doutorado no Bachelor Institute, para promover seu legado no campo da criação de conhecimento transcultural.

## Obras publicadas
- (2007) Bell, J. Why we do what we do! Reflections of an Aboriginal linguist working on the maintenance and revival of ancestral languages. Ngoonjook: a Journal of Australian Indigenous Issues (no. 30): 12-18.

- (2003) Bell, J. Australia's Indigenous Languages. Ch. 12 in Blacklines, Melbourne University Press.

- (2003) Bell, J. A sketch grammar of the Badjala language of Gari (Fraser Island). Masters Thesis, University of Melbourne.